# Charivari (bayerische Zeitschrift)
Charivari war eine Zeitschrift für Kunst, Kultur und Lebensart in Bayern. Der Name Charivari stammt von einem bayerischen Trachtenschmuck. Sie erschien ab 1975 zunächst sechsmal jährlich, anfangs im Miesbacher Verlag Bergemann und Mayr, danach im Verlag Kunst und Antiquitäten in München und schließlich im Charivari-Verlag München. 1999 wurde das Erscheinen eingestellt.
Die Zeitschrift wandte sich an Leser mit selbstbewusst frohem Lebensstil, die Bildungsinhalten ganz unterschiedlicher Art nicht abgeneigt waren. Entscheidend war, dass – wie im Falle einer bayerischen Charivari-Kette – die behandelten Themen vom gegenwärtigen Lebensvollzug her in irgendeiner Hinsicht bedeutsam erschienen. Gedruckt wurden viele Artikel zu historischen und regionalen Themen sowie Beiträge, die aus aktuellem Anlass gerade von Interesse waren. Die Zeitschrift war auch offen für naturwissenschaftsbezogene Artikel, wenn ein konkreter Lebensbezug erkennbar war. Der Haupttitel „Charivari“ und die grundsätzliche Ausrichtung der Zeitschrift wurden trotz der wiederholten Verlagswechsel über die Jahre beibehalten. Dennoch machte die Zeitschrift im Laufe ihrer Geschichte einige feinere Wandlungen in Zielrichtung und Selbstdefinition durch: Ihr Untertitel wurde entsprechend mehrfach geändert. Die Untertitel lauteten:
- „Zeitschrift für Kunst, Kultur und aktuelle Ereignisse aus dem Bayerischen Oberland“: Jahrgang 1975 bis 1976/Heft 3
- „Die Zeitschrift für Kunst, Kultur und aktuelle Ereignisse in Altbayern“: Jahrgang 1976/Heft 4 bis einschließlich 1977/Heft 1
- „Die Zeitschrift für Kunst, Kultur und Leben in Altbayern“: Jahrgang 1977 bis 1980
- „Die Zeitschrift für Kunst, Kultur und Leben in Bayern“: Jahrgang 1981 bis 1995
- „Bayerische Zeitschrift für Kunst, Kultur und Lebensart“: Jahrgang 1997 bis 1999.